# Zanclopus antarcticus
Zanclopus antarcticus is een eenoogkreeftjessoort uit de familie van de Enterognathidae. De wetenschappelijke naam van de soort is voor het eerst geldig gepubliceerd in 1912 door Gravier.